# Franciszek Brzeziński
Franciszek Brzeziński fue un deportista polaco que compitió en remo como timonel. Ganó una medalla de bronce en el Campeonato Europeo de Remo de 1926, en la prueba de cuatro con timonel.

## Palmarés internacional
| Campeonato Europeo | Campeonato Europeo | Campeonato Europeo | Campeonato Europeo |
| Año                | Lugar              | Medalla            | Prueba             |
| ------------------ | ------------------ | ------------------ | ------------------ |
| 1926               | Lucerna (Suiza)    | Medalla de bronce  | Cuatro con timonel |